# Maruja Torres
María Dolores Torres Manzanera, meglio conosciuta come Maruja Torres (Barcellona, 16 marzo 1943), è una scrittrice e giornalista spagnola.
La sua famiglia proviene da Murcia. Ha lavorato per diversi giornali (La Prensa, Garbo, Fotogramas, Por Favor, El País) Le sue opinioni sul Partito Popolare e sul governo israeliano sono molto controverse. Vive a Barcellona.

## Opere
- ¡Oh es él! Viaje fantástico hacia Julio Iglesias (1986)
- Ceguera de amor (1991)
- Amor America: un viaggio sentimentale in America Latina (Amor América: un viaje sentimental por América Latina) (1993) - edizione italiana: Feltrinelli, 1994. ISBN 887108117X
- Como una gota (1995)
- Un calor tan cercano (1998)
- Mujer en guerra. Más másters da la vida (1999)
- Mientras vivimos (2000) XLIX Premio Planeta
- Hombres de lluvia (2004)
- La amante en guerra (2007)
- Esperadme en el cielo (2009) Premio Nadal
- Fácil de matar (2011)
- Sin entrañas (2012)
- Diez veces siete (2014)

## Premi
- Premio Víctor de la Serna (1986)
- Premio Francisco Cerecedo (1990)
- Foreign Literature Price, Un calor tan cercano (1998)
- XLIX Premio Planeta, Mientras vivimos (2000)
- Premio Nadal, Esperadme en el cielo (2009)[3]